# Anna Maria Stein
Pour les articles homonymes, voir Stein.
 (février 2025).
La mise en forme du texte ne suit pas les recommandations de Wikipédia : il faut le « wikifier ».
Les points d'amélioration suivants sont les cas les plus fréquents. Le détail des points à revoir est peut-être précisé sur la page de discussion.
- Les titres sont pré-formatés par le logiciel. Ils ne sont ni en capitales, ni en gras.
- Le texte ne doit pas être écrit en capitales (les noms de famille non plus), ni en gras, ni en italique, ni en « petit »…
- Le gras n'est utilisé que pour surligner le titre de l'article dans l'introduction, une seule fois.
- L'italique est rarement utilisé : mots en langue étrangère, titres d'œuvres, noms de bateaux, etc.
- Les citations ne sont pas en italique mais en corps de texte normal. Elles sont entourées par des guillemets français : « et ».
- Les listes à puces sont à éviter, des paragraphes rédigés étant largement préférés. Les tableaux sont à réserver à la présentation de données structurées (résultats, etc.).
- Les appels de note de bas de page (petits chiffres en exposant, introduits par l'outil «  Source ») sont à placer entre la fin de phrase et le point final[comme ça].
- Les liens internes (vers d'autres articles de Wikipédia) sont à choisir avec parcimonie. Créez des liens vers des articles approfondissant le sujet. Les termes génériques sans rapport avec le sujet sont à éviter, ainsi que les répétitions de liens vers un même terme.
- Les liens externes sont à placer uniquement dans une section « Liens externes », à la fin de l'article. Ces liens sont à choisir avec parcimonie suivant les règles définies. Si un lien sert de source à l'article, son insertion dans le texte est à faire par les notes de bas de page.
- La présentation des références doit suivre les conventions bibliographiques. Il est recommandé d'utiliser les modèles {{Ouvrage}}, {{Chapitre}}, {{Article}}, {{Lien web}} et/ou {{Bibliographie}}. Le mode d'édition visuel peut mettre en forme automatiquement les références.
- Insérer une infobox (cadre d'informations à droite) n'est pas obligatoire pour parachever la mise en page.

Pour une aide détaillée, merci de consulter Aide:Wikification.
Si vous pensez que ces points ont été résolus, vous pouvez retirer ce bandeau et améliorer la mise en forme d'un autre article.
 (février 2025).
Anna Stein est une peintre et sculptrice franco-hongroise née en 1936 à Budapest et elle vit à Paris depuis 1956. Après avoir étudié quatre ans au Lycée des Beaux-Arts, puis à l'Académie des Beaux-Arts de Budapest, elle poursuit, pendant quatre ans, ses études à l’École des Beaux-Arts de Paris dans l'atelier de Jean Souverbie et de Jean Aujame. Elle créé des peintures à l’huile, des sculptures en bronze et des vitraux. Depuis 1968, ses œuvres sont présentées dans de nombreuses expositions et collections à travers le monde, dans des villes telles que Paris, Cologne, New York, Hong-Kong, Budapest et bien d'autres,.

## Son œuvre

### Collections
Anna Stein a vu ses œuvres intégrer de prestigieuses collections à travers le monde, avec des acquisitions dans la Collection Paul et Daisy Soros, ainsi que dans la Collection George Soros à New York en 1999. La même année, ses œuvres ont enrichi les collections de plusieurs passionnés d'art, notamment Philippe de Suremain, Pierrette et Gérard Biraud. De nombreuses autres collections comme M. L  Pollet, Claude Posé, Edouard Courtesi, Sylvie Raymond Lèpine, Alain Gavand et A.M. Canavy ont acquis plusieurs de ses œuvres. Des personnalités comme le Dr Pascal Robellaz, Margaret  McMullen, Patrick O’Connor, Laurence Zitvogel et Guido Kroemer ont eux aussi acquis des œuvres au fur et à mesure des années. La Ville d’Issy les Moulineaux, en France, a acquis sa sculpture Le Messager au cours d'une Biennale en 1991.

### Musées
Anna Stein a vu plusieurs de ses œuvres acquises par des musées à travers le monde. En 1976, le Musée de Saint-Maur en Île-de-France a ajouté des estampes de son travail à sa collection permanente. En 1978, ses créations ont été ajoutées à la Collection Moderne du Musée Janus-Pannonius à Pécs, en Hongrie, ainsi qu'à la Collection du Musée de Trouville, en France. En 1982, le Musée des Beaux-Arts de Budapest, en Hongrie, a également acquis des pièces de son œuvre. La même année, ses œuvres ont été acquises par la Collection de la Ville de Tübingen, ainsi que le Musée International de l'Horlogerie à La Chaux-de-Fonds, en Suisse, en 1983. La Collection Münzkabinett du Musée de Berlin  a aussi acquis un bas-relief en 1992 et en 1994, sa peinture intitulée "Paix-Fraternité" a été acquise par la Collection-Medimpex en France. Les éditions de la Monnaie de Paris ont également acquis huit œuvres: "l'Ange", "Vision", "Regard", "Portrait d'Athéna", "Danse du Temps", "Vent d'Est", "La Drapée", et "Marianne" entre 1987 et 1994. En 2002, le British Museum de Londres a fait l'acquisition de la Collection "Profil-Moon" dans sa section Médailles Contemporaines. En 2004, le Musée de Meudon a fait l'acquisition d'une de ses peintures intitulée "Muse" pour sa collection permanente. Plus récemment, en 2023, la Médaille Trois Déesse Muséum à Beelden.aam Zee, le Musée de Berlin et le Médail Museum à La Haye, aux Pays-Bas, ont également ajouté ses œuvres à leurs collections. 

### Commandes
Anna Stein a aussi été sollicitée par diverses institutions et collectivités pour la réalisation de commandes artistiques de grande envergure. En 1985, elle a créé une peinture murale en grès émaillé de 9 mètres carrés pour la SCIC Paris. Cette même année, sa sculpture intitulée "Tête Creuse" a été récompensée par l'Oscar du Mécénat et acquise par IBM, avant d'être offerte à la Société Lyonnaise de Banque. En 1987, Elf Aquitaine a fait l'acquisition du trophée "Victoire". En 1991, Anna Stein a reçue la commande des Trophées Europa pour L'Oréal-Artempo et les Trophées l’OEil d’Or et OEil d’Argent de la Direction des Musées de France. En 1993, la sculpture "Europa" a été commandée par la Société Glaxo. La même année, Anna Stein a gagné le concours pour la création du vitrail "Santik Du" pour la Cathédrale de Quimper, commande du Ministère de la Culture. En 1999, elle a offert, à la ville de Budapest, "L'Interpellant" une fresque commémorative de la Shoa de 3 mètres carrés située sur la rive du Danube. Anna Stein a gagné le concours pour la création des Trophées la Flamme d’Or des Trophées Gaz de France qu'elle a réalisée durant les années 1998, 1999 et 2000. De même, l'association Femmes 3000 l'a chargée de la création de ses Trophées en 2002, 2004, 2006 et 2008. 

### Récompenses
Anna Stein a reçu plusieurs récompenses tout au long de sa carrière. Parmi ces distinctions, elle a remporté le Premier prix d'Atelier Jean Souverbie à l'école Nationale des Beaux Arts de Paris en 1960, les diplôme de Médaille d'Argent à l'Art Expo de New York en 1983 ainsi que le Prix de la sculpture à la Biennale du VIème Arrondissement de Paris en 2000. Ses réalisations artistiques ont été saluées par le Special Distinction Award à la Malta International Art Biennale en 2003 et elle a été honorée par le Prix de Rotary des Académies lors de la Biennale du VIe Arrondissement de Paris en 2010.

## Fondations et actions
- Création LES AMIS DE L'ATELIER D'ANNA STEIN, 1995[5]
- Création FONDATION ANNA STEIN, 2022[6]
- Création PRIX ANNA STEIN en soutien aux artistes Hongrois, 2023[7]